# Tulpar

Blason du Kazakhstan, avec deux chevaux ailés.

Tulpar (parfois Toulpar) est un qualificatif désignant un cheval ailé dans la mythologie turque, chez les Tatars et d'autres peuples d'Asie centrale. 

## Contes kirghizes
Dans les contes kirghizes, « tulpar » désigne un cheval capable de voler en portant le héros sur son dos. Manas, héros bien connu de l'épopée de Manas, doit capturer le cheval « tulpar » Kak-Kula, ce qui renvoie à un animal chassé plutôt que domestiqué. Sur son dos, Manas enlève la princesse Haïlek et l'emmène au lac Songköl. Plus tard, Kak-Kula perd sa qualité de tulpar alors que le cheval de l'adversaire de Manas, Karay-Boz aux quarante ailes, est clairement un tulpar. Un autre tulpar des contes kirghizes porte le nom de « Blanc-espiègle ».

## Symbolisme
Ce cheval correspondrait au Pégase de la mythologie grecque.